# AstraZeneca

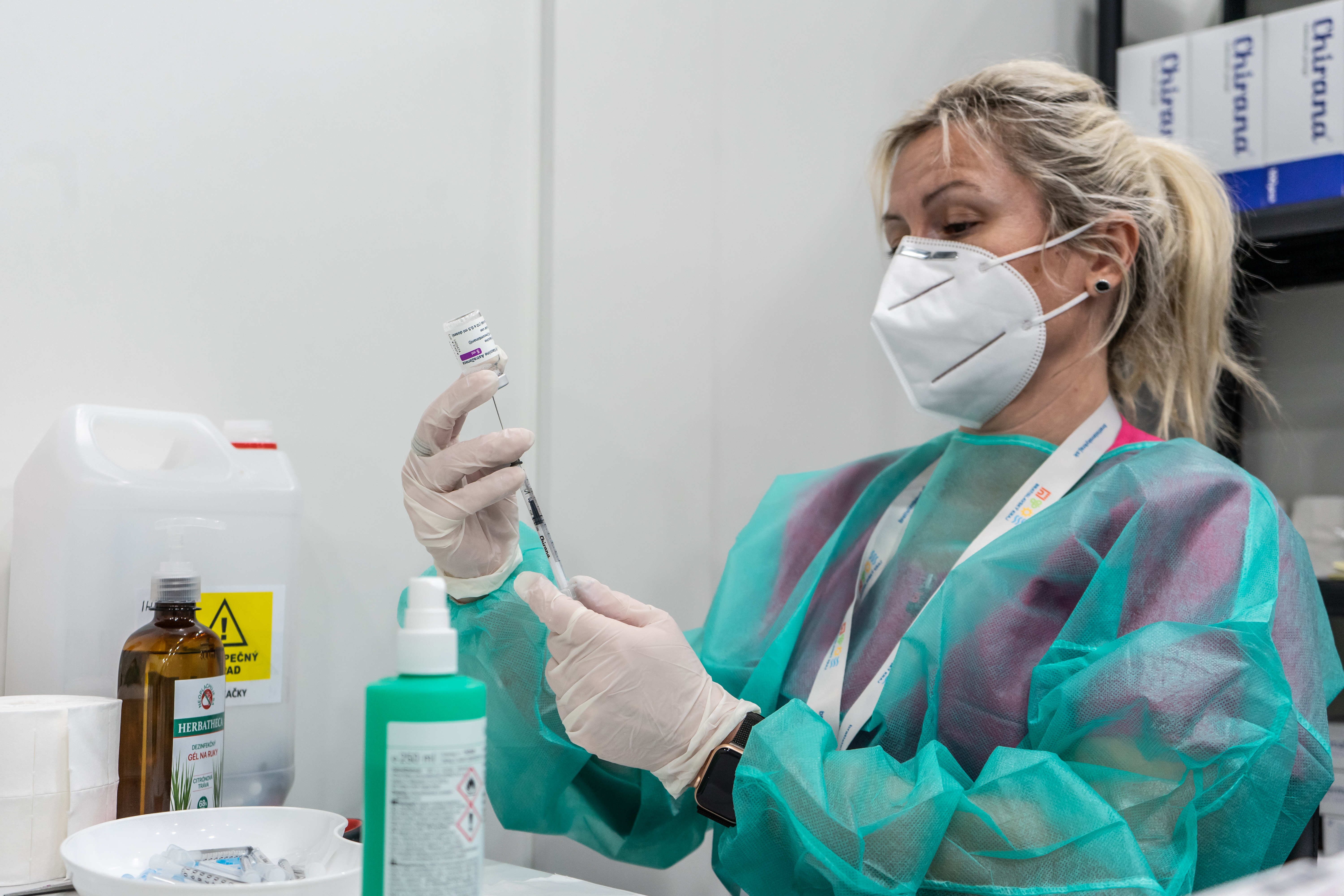
Oxford AstraZeneca Covid19 vakcina

Az AstraZeneca plc (/ ˌæstrəˈzɛnəkə /) brit-svéd multinacionális gyógyszeripari és biofarmakológiai vállalat, amelynek székhelye az angliai Cambridge-ben található. Az AstraZeneca termékportfóliója a főbb betegségterületekre terjed ki, ideértve a rákot, a szív- és érrendszeri-, valamint a gyomor-, és bélrendszeri betegségeket, a fertőzéseket és légzőszervi gyulladásokat. Az AstraZeneca AB, a vállalat svéd ága, az AstraZeneca plc leányvállalata. A társaságot 1999-ben alapították a svéd Astra AB és a brit Zeneca Csoport egyesítésével. Azóta a világ legnagyobb gyógyszeripari vállalatai közé tartozik. K+F tevékenységét három stratégiai központjára összpontosítja, ezek az angliai Cambridge; a svédországi Göteborg és Gaithersburg, Marylandben, az Egyesült Államokban. Az AstraZeneca elsődleges részvényjegyzése a londoni tőzsdén van, ahol az FTSE 100 index egyik meghatározó összetevője. A vállalatnak másodlagos részvényjegyzése van a továbbiakban a Nasdaq OMX Stockholm, a Nasdaq New York, a Bombay Stock Exchange és a National Stock Exchange of India tőzsdéken.
2020-ban az Oxfordi Egyetem és az AstraZeneca által kifejlesztett Covid19 elleni vakcinák tesztelése harmadik fázisa során a kísérletben részvevők 70 százalékánál sikerült megakadályozni a vírusfertőzés kialakulását. Erre az eredményre alapozva, 2021 januárjában, a Covid19 Vaccine AstraZeneca oltóanyag, –melynek nevét később, Vaxzevriára változtatták– India, majd az Európai Unió egész területére érvényes feltételes forgalombahozatali engedélyt kapott.

## Történelem

### XX. század
Az Astra AB-t 1913-ban a svédországi Södertäljében alapította 400 orvos és gyógyszerész. 1999-ben az Astra és a brit Zeneca Group egyesült, és megalakították az AstraZeneca plc-t, amelynek székhelye London lett. Még ugyanebben az évben az AstraZeneca kijelölte új, amerikai leányvállalata székhelyét North Wilmingtonban, Delaware államban.

### 2000–2015
2005-ben a vállalat 120 millió fontért felvásárolta a KuDOS Pharmaceuticals brit biotechnológiai vállalatot, és a rákkutatás terén történő együttműködési megállapodást kötött az Astex-szel. Azt is bejelentette, hogy a Pennsylvania Bio kereskedelmi szervezet gyémántfokozatú tagjává vált. 2006-ban, a 2004-ben megkezdett együttműködési kapcsolatot követően, az AstraZeneca 702 millió fontért megvásárolta a Cambridge Antibody Technologyt.
2007 februárjában az AstraZeneca megállapodott abban, hogy 150 millió dollárért megvásárolja az Arrow Therapeutics nevű társaságot, amely az antivirális terápiák kutatására és fejlesztésére összpontosít. 2007-ben az AstraZeneca mintegy 15,2 milliárd dollárért felvásárolta a MedImmune amerikai vállalatot, és evvel belépett az influenza elleni védőoltások és csecsemők vírusellenes gyógykezelése területére.
2010-ben az AstraZeneca felvásárolta a Novexel Corp-ot, egy antibiotikum-kutatócéget, amelyet 2004-ben alapítottak. Az Astra ezzel az akvizicióval hozzájutott az NXL-104 (CEF104) (CAZ-AVI) kísérleti antibiotikumot.  2011-ben az AstraZeneca felvásárolta a Guangdong BeiKang Gyógyszergyárat.
2012 februárjában AstraZeneca és Amgen együttműködést jelentettek be a gyulladásos betegségek kezelésében. Ezt követően 2012 áprilisában az AstraZeneca 1,26 milliárd dollárért megvásárolta az Ardea Biosciences, egy újabb biotechnológiai vállalatot. 2012 júniusában az AstraZeneca és a Bristol Myers Squibb közös akvizíció keretében tudta megszerezni az Amylin Pharmaceuticals biotechnológiai vállalatot. Megállapodás született arról, hogy a Bristol Myers Squibb 5,3 milliárd dollár készpénzért és 1,7 milliárd dolláros adósság átvállalásáért tesz szert az Amylinra, az AstraZeneca pedig 3,4 milliárd dollár készpénzt fizet a Bristol Myers Squibbnek, majd ezt követően az Amylin az AstraZeneca és a Bristol Myers Squibb közös cukorbetegség-kutatási vállalkozásává alakul át.
2013 márciusában az AstraZeneca bejelentette a nagyvállalati szerkezetátalakítási terveit, ideértve az Egyesült Királyságbeli Alderley Parkban és Loughborough-ban, valamint a svéd Lundban folytatott kutatási és fejlesztési tevékenysége beszüntetését. Egyben egy 500 millió dolláros beruházást jelentettek be, egy új kutatási és fejlesztési létesítmény megépítését Cambridge-ben. Az AstraZeneca azt is bejelentette, hogy 2016-ban vállalati központját Londonból Cambridge-be költözteti. valamint, hogy 1600 munkahelyet szüntet meg; három nappal később bejelentette, hogy további 2300 munkahelyet szüntet meg. Azt is nyilvánosságra hozta, hogy a jövőben a a légzőszervi–, szív– és érrendszeri–, valamint onkológiai betegségekre összpontosít. 2013 októberében az AstraZeneca bejelentette, hogy mintegy 440 millió dollárért felvásárolja a Spirogen biotechnológiai onkológiai céget.
2014. május 19-én az AstraZeneca elutasította a Pfizer részvényenként 55 font összegű "végleges ajánlatát", amelynek értéke 69,4 milliárd font (117 milliárd dollár) volt. A társaságok 2014 januárja óta folytattak egyeztetéseket. Ha az üzlet létrejött volna, a Pfizer vált volna a világ legnagyobb gyógyszergyártójává. Nagy-Britanniában sokan, köztük politikusok és tudósok is ellenezték a fúziót. 2014 júliusában a vállalat megállapodást kötött az Almirall céggel, annak leányvállalatának, az Almirall Sofotecnek a megvásárlásáról. 2014 augusztusában a vállalat bejelentette, hogy hároméves együttműködést kezdett a Mitsubishi Tanabe Pharmával a diabéteszes nephropathia területének kutatásában. Decemberben a vállalat, a Food and Drug Administration (FDA) gyorsított eljárását követően, megkapta a jóváhagyást az Olaparibra gyógyszere forgalmazására, mely a petefészekrákban szenvedő, BRCA genetikai mutációval rendelkező nők kezelésére szolgál.
2015-ben a vállalat bejelentette, hogy 40 millió dollárból új leányvállalatot hoz létre. Április vége felé a vállalat számos együttműködést jelentett be, becslések szerint összességében mintegy 1,8 milliárd dollár értékben; november 6-án arról számoltak be, hogy az AstraZeneca 2,7 milliárd dollárért megvásárolta a ZS Pharmát. Decemberben a vállalat bejelentette szándékát, hogy 575 millió dollárért megvásárolja a Takeda Pharmaceutical portfólióját – nevezetesen az Alvescot és az Omnarist [59]. Egy nappal később a társaság bejelentette, hogy 55 százalékos többségi részesedést vásárolt az Acerta-ban 4 milliárd dollárért.

### 2015 után
2017 júliusában a vállalat vezérigazgatója, Pascal Soriot még azt mondta, hogy a Brexit nem változtatja meg az Egyesült Királysággal kapcsolatos fejlesztési terveiket. 2017 szeptemberében a társaság elnöke, Leif Johansson viszont már arról beszélt, hogy megteszi az előzetes lépéseket a kutatási és gyártási tevékenységeik Egyesült Királyságból való áttelepítésére, ha a kemény Brexit-változat valósul meg. 2017-ben az eladások alapján az AstraZeneca volt a világ tizenegyedik legnagyobb gyógyszergyártó cége, míg a K + F beruházásokat tekintve a hetedik helyet foglalta el a világon.
2018 februárjában az AstraZeneca bejelentette, hogy hat korai stádiumban lévő kísérleti gyógyszeren dolgozik új, Viela Bio nevű, biotechnológiai gyárában, melynek értéke 250 millió dollár.
2019 márciusában az AstraZeneca bejelentette, hogy 6,9 milliárd dollárt fordít a Daiichi Sankyo Co Ltd-vel való kooperációra, mely során az emlőrák gyógyítását tűzték ki maguk elé célul. Az AstraZeneca egy 3,5 milliárd dolláros részvénykibocsátásból származó bevétel egy részét tervezte felhasználni az ügylet finanszírozására. 2019 szeptemberében a vállalat bejelentette, hogy megszünteti a gyógyszergyártást a németországi Wedel központjában, ami 175 munkahely elvesztéséhez vezet 2021 végéig.
2020 februárjában az AstraZeneca átadta a Movantik gyógyszer forgalmazási jogait (Európa, Kanada és Izrael kivételével) a Redhill Biopharma részére.
2020 júniusában az AstraZeneca előzetes tárgyalásokat kezdeményezett versenytársával, a Gilead Sciences Inc. gyógyszergyártóval, egy lehetséges egyesülés lehetőségével kapcsolatban, melynek hozzávetőleges értéke közel 240 milliárd dollár lett volna. A tárgyalásokat azonban megszakították, mert az elvonta volna a társaság figyelmét a folyamatban lévő COVID-19 vakcina fejlesztésére tett erőfeszítésekről.
2020 decemberében az AstraZeneca bejelentette, hogy 39 milliárd dolláros ügylet keretében felvásárolja az Alexion Pharmaceuticals céget.
2020. december 27-én az AstraZeneca vezetője, Pascal Soriot bejelentette, hogy az Oxfordi Egyetemmel közösen kifejlesztett, kétfázisú, COVID-19 vakcinájukkal megtalálták a "nyerő formulát".
2020. december 30-án az Egyesült Királyság engedélyezte az AstraZeneca koronavírus elleni oltóanyag sürgősségi alkalmazását.

## Vaxzevria, az AstraZeneca Covid19 elleni vakcinája

### Út az Európai Gyógyszerügynökség engedélyéig
2020 márciusában a vállalat bejelentette, hogy egyéni védőeszközöket, köztük 9 millió arcmaszkot adományoz a Covid19 járvány ellen küzdő különféle nemzetközi egészségügyi szervezeteknek.
Áprilisban Pascal Soriot vezérigazgató arról számolt be, hogy a vállalat a GlaxoSmithKline-nal és a Cambridge-i Egyetemmel közösen létrehozott egy új laboratóriumot, amely képes napi 30 000 Covid19 teszt elvégzésére. A vállalat egy klinikai vizsgálat tervét is bejelentette, melynek során tesztelik, hogy a Covid19 kezelése során a Calquence milyen hatást feit ki.
2020 júniusában a National Institute of Allergy and Infectious Diseases (NIAID) megerősítette, hogy az Oxfordi Egyetem és az AstraZeneca által kifejlesztett potenciális vakcinák tesztelésének harmadik fázisa 2020 júliusában kezdődik. Közülük az egyikkel, az AZD1222-vel, sikerült a III. fázisú vizsgálatokat is befejezni.
2020. november 23-án az Oxfordi Egyetem és az AstraZeneca bejelentette a koronavírus elleni vakcinájuk tesztelésének sikeres befejezését. A III. fázisú kísérlet során a kísérletben részvevők 70 százalékánál sikerült megakadályozniuk a Covid-19 vírusfertőzés kialakulását. A kutatók úgy vélték, az adagolás módosításával ez a számarány akár a 90 százalékot is meghaladhatja.
India 2021 januárjában hagyta jóvá az AstraZeneca és az Oxfordi Egyetem által kifejlesztett Covid19 vakcinát, amely megnyitotta az utat egy hatalmas védőoltás-népszerűsítési kampány előtt a világ második legnépesebb országában. Bejelentették, hogy az Oxford–AstraZenecát helyben, Indiában, a Serum Institute of India (SII) készíti majd, és COVISHIELD márkanév alatt fogja forgalmazni.
Az Európai Gyógyszerügynökségtől (EMA – European Medicines Agency) 2021. január 29-én a Covid19 Vaccine AstraZeneca az Európai Unió egész területére érvényes feltételes forgalombahozatali engedélyt kapott.

### Mellékhatások?
Márciusban viszont Németország, Franciaország, Olaszország, Spanyolország, Hollandia, Dánia, Norvégia, Izland, Bulgária és Írország felfüggesztette az AstraZeneca vakcina alkalmazását, miután az agyi vénákban fellépő vérrögképződésről érkeztek bejelentések.
Az EMA 2021. március 18-án közleményt adott ki, miszerint nem találtak összefüggést az AstraZeneca vakcinával végrehajtott oltások és a véralvadásos, vérrögképződéssel kapcsolatos esetek között, de ez nem zárható ki továbbra sem, ezért újabb vizsgálatokat folytatnak. Az EMA hangsúlyozta továbbá, hogy AstraZeneca vakcina előnyei felülmúlják a lehetséges mellékhatások kockázatát. Magyarországon a hatóságok, az EMA állásfoglalását magukévá téve, nem állították le az AstraZeneca vakcinával való oltást.

### Névváltozás
2021. március 30-án a svéd gyógyszerügyi hatóság, a Läkemedelsverket, bejelentette, hogy az EMA előzetes jóváhagyását követően, Vaxzevriára változtatja az oltóanyag nevét. A bejelentésben megerősítették, hogy csak a vakcina neve változik meg, összetétele nem.

### Mellékhatások
2021. április 6-án, az EMA oltásstratégiai részlegének felelős vezetője, Marco Cavaleri bejelentette, hogy a március 18-i közleményük kiadása óta elvégzett vizsgálataik során bebizonyosodott, hogy mégis van összefüggés , az AstraZeneca Covid19 elleni, Vaxzevria vakcinájuk és a végrögképződéses esetk között. Az EMA másnap közleményében megerősítette az összefüggés létezését, mindazonáltal továbbra is ajánlotta a vakcináját, mondván, az oltás előnyei messze meghaladják a kockázatot. Később a közlemény hitelességét erősítette meg egy skót oltáshatékonyság-vizsgálat, melynek eredménye szerint a Vaxzevria első adagjának beadását követően, a negyedik héttől, már 88 százalékkal csökken a kórházba kerülés kockázata. Az EMA, idővel, az igen ritka idegrendszeri megbetegedés, a Guillain-Barré szindróma (GBS) kialakulását is a Vaxzevriára esetleges mellékhatásaként határozta meg. A gyógyszerügynökség 2021 szeptemberi határozathozataláig a Guillain-Barré szindróma valószínűtlenül ritkán fordult csak elő, 8 hónap alatt mindössze 833 GBS-esetről tudtak az 592 millió adag oltóanyag beadását követően.

### Pereskedés
Az Európai Bizottság 2021 áprilisában bejelentette, hogy beperli az Astra Zenecát, mivel az késleltette a Vaxzevria időbeni kiszállítását akkor, amikor "minden vakcina számít, mert minden vakcina életet menthet". 2021 szeptemberében végül úgy zárult le a per, hogy az AstraZeneca vállalta, hogy októberig 60 millió, az év végéig 75 millió, majd 2022 áprilisáig újabb 65 millió adag oltóanyagot szállít le az EU tagállamaiba.

### Exitálás
2024. május 8-án az AstraZeneca bejelentette, hogy a visszaesett kereslet miatt a koronavírus ellen kifejlesztett vakcináját kivonja a piacról.

## Fordítás
- Ez a szócikk részben vagy egészben  az   AstraZeneca című angol Wikipédia-szócikk ezen változatának fordításán alapul.  Az eredeti cikk szerkesztőit annak laptörténete sorolja fel. Ez a jelzés csupán a megfogalmazás eredetét és a szerzői jogokat jelzi, nem szolgál a cikkben szereplő információk forrásmegjelöléseként.